# Devendra Singh
Devendra Singh (* 12. Januar 1938 in Indien; † 18. Mai 2010) war ein US-amerikanischer Psychologe an der University of Texas at Austin, der 1993 mit seinen Untersuchungen über das Taille-Hüft-Verhältnis als Maßstab für weibliche Attraktivität Aufmerksamkeit erregte.
Seinen Doctor of Philosophy machte er an der Ohio State University in Columbus, Ohio.
Seine Forschungsschwerpunkte beziehen sich u. a. auf die Bedeutung weiblicher Attraktivität im Kontext evolutionsbiologischer Modelle.